# Priamus-Automobilwerke

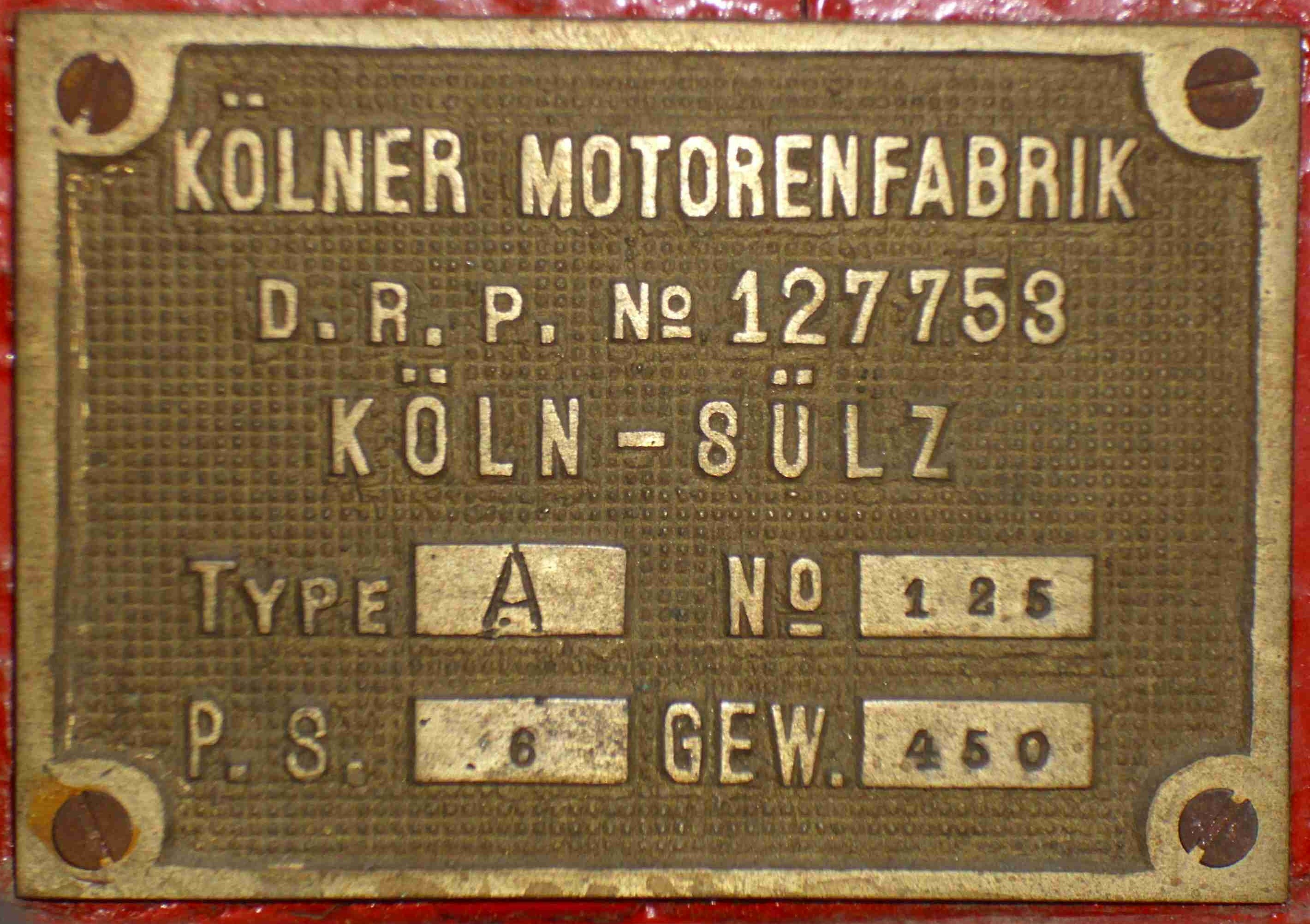
Typenschild

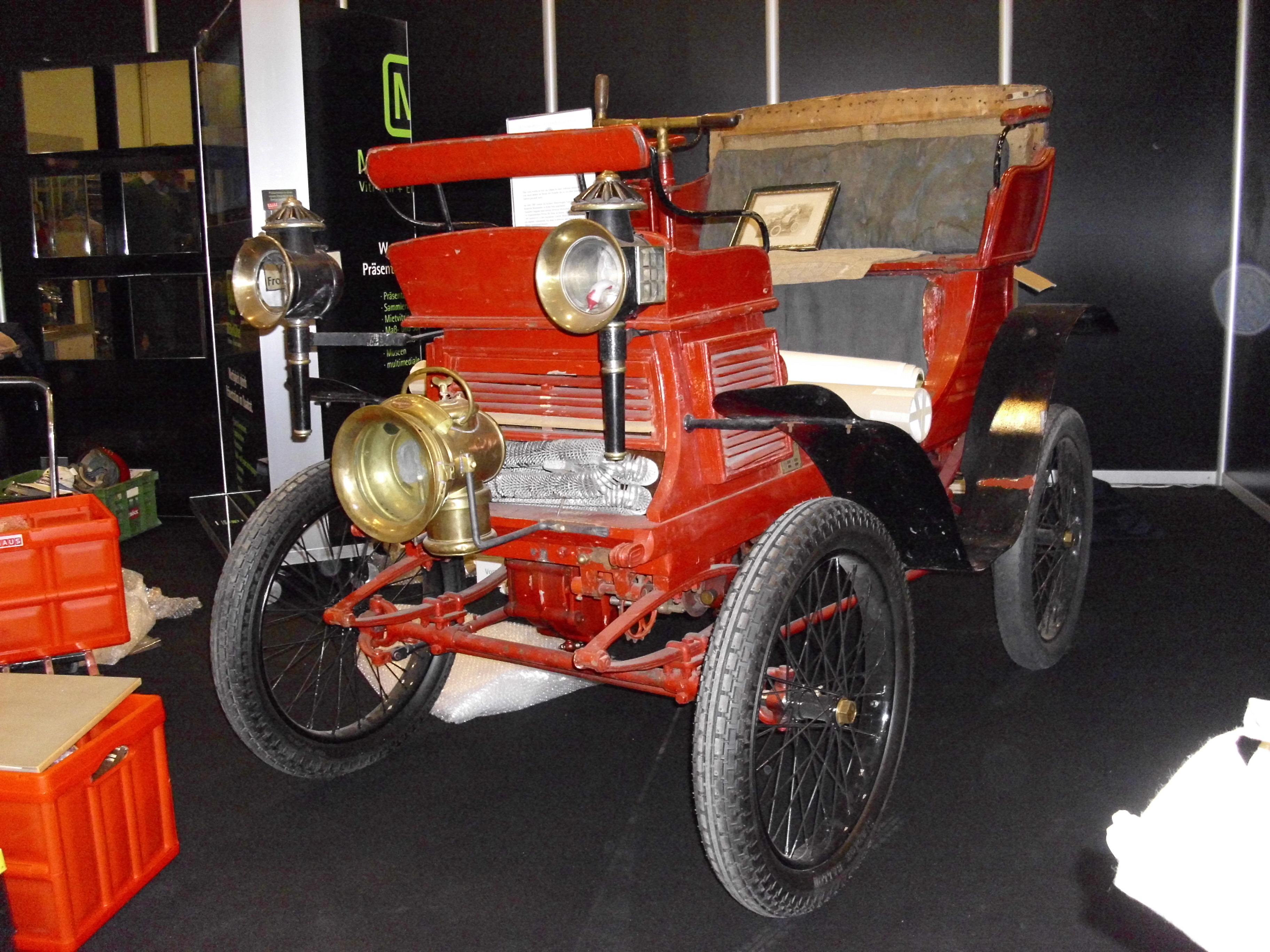
Kölner Motorwagen von 1901

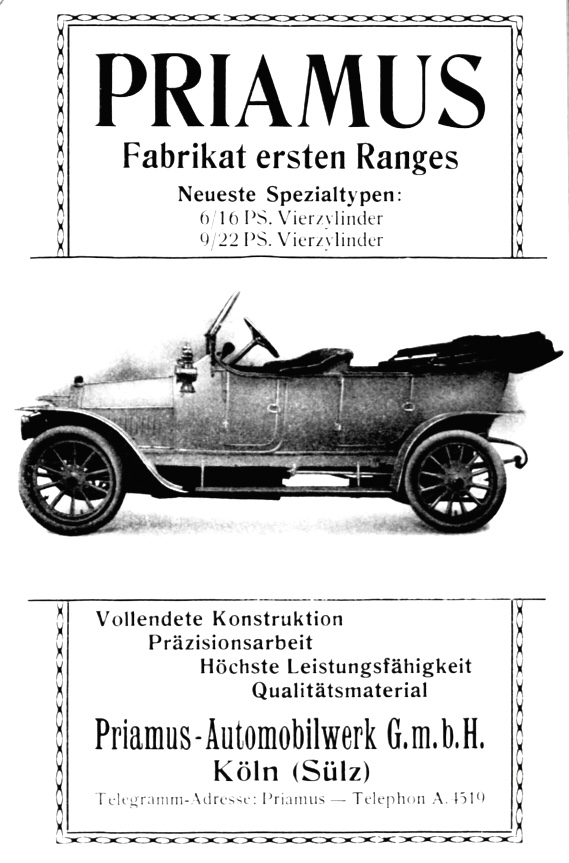
Priamus um 1911

Die Priamus-Automobilwerke GmbH war ein deutscher Automobilhersteller.

## Unternehmensgeschichte
1897 wurde die Kölner Motorwagen-Fabrik GmbH (vormals Heinr. Brunthaler) in Köln-Sülz gegründet. 1903 erfolgte die Umbenennung in Motorfahrzeugfabrik Köln, Uren, Kotthaus & Co. Nach einem Konkurs wurde die Gesellschaft 1910 als Priamus-Automobilwerke GmbH in Köln-Zollstock neugegründet. Im Frühjahr 1923 wurde die Firma von der Möllenkamp-Werke AG für Fahrzeugbau in Düsseldorf übernommen.
Bei Priamus waren bedeutende Automobil-Konstrukteure wie Wilhelm Uren (1897 bis um 1907), Heinrich Brunthaler (1901 bis um 1906), Hans Müllermeister (ab 1918), Hans Gustav Röhr (von 1918 bis 1921) und Kurt C. Volkhart (ab 1921) tätig.
Zunächst wurden Dreiradfahrzeuge in Lizenz des französischen Herstellers De Dion-Bouton gebaut, ab 1900 auch die Voiturette De Dion-Bouton Vis-à-Vis mit vier Rädern und Viertakt-Einzylindermotor mit 6–8 PS (4,4–5,9 kW). Das Zweiganggetriebe wurde mit einem Hebel am Lenkstock geschaltet und die Motorkraft vom Getriebe an die Hinterräder über einen Riemen geleitet. Der Markenname lautete anfangs Kölner Motorwagen.
Eine andere Quelle bestätigt die Lizenzproduktion des De-Dion-Bouton-Motordreirads. Außerdem entstanden zwischen 1898 und 1900 andere Dreiräder, die wohl von Heinrich Brunthaler konstruiert wurden. Sie hatten ein gelenktes Vorderrad und zwei angetriebene Hinterräder. Die Sitzbank bot Platz für zwei Personen nebeneinander. Gelenkt wurde mit einem Lenkrad.
Erst ab 1903 wurde der Markenname Priamus verwendet. Die neuen Modelle 8/10 PS, 10/12 PS und 16/18 PS mit Zweizylindermotoren und 18/20 PS mit Vierzylindermotor erschienen. Bis 1905 wurden noch Zweizylindermodelle gefertigt, aber die Vierzylindermodelle waren die wichtigeren Modelle. Bis 1908 entstanden Luxusmodelle bis zu 7,4 l Hubraum. Die einbrechende Autokonjunktur trieb die Firma Ende 1908 in den Konkurs.
Anfang 1910 erfolgte eine Neugründung durch ein Kölner Bankenkonsortium unter neuem Namen in Zollstock. Die Fertigung von Mittelklassewagen lief bis 1914, als der Erste Weltkrieg die Aktivitäten zunächst beendete. Nach dem Krieg wurde die Produktion 1919 mit einem 8/24-PS-Modell wieder aufgenommen. 1920 kam noch ein sportlicheres 9/30-PS-Modell dazu. Ein Sechszylindermodell mit 10/50 PS wurde entwickelt, dann aber vor der Übernahme durch Möllenkamp 1923 nicht mehr herausgebracht.

## Modelle (Auswahl)
| Modell     | Bauzeitraum          | Zylinder | Hubraum  | Leistung        | Radstand |
| ---------- | -------------------- | -------- | -------- | --------------- | -------- |
| 8/10 PS    | 1903–1904            | 2 Reihe  | 1525 cm³ | 10 PS (7,4 kW)  | 2100 mm  |
| 10/12 PS   | 1903–1904            | 2 Reihe  | 1900 cm³ | 12 PS (8,8 kW)  | 2100 mm  |
| 16/18 PS   | 1903–1904            | 2 Reihe  | 2700 cm³ | 18 PS (13,2 kW) | 2100 mm  |
| 18/20 PS   | 1903                 | 4 Reihe  | 3052 cm³ | 20 PS (14,7 kW) | 2600 mm  |
| 26/30 PS   | 1905–1907            | 4 Reihe  | 5900 cm³ | 30 PS (22 kW)   | 2600 mm  |
|            | 1906–1908            | 4 Reihe  | 7400 cm³ |                 | 2600 mm  |
| 18/32 PS   | 1908                 | 4 Reihe  | 3760 cm³ | 32 PS (23,5 kW) | 2600 mm  |
| 9/16 PS    | 1908; 1910           | 4 Reihe  | 2268 cm³ | 16 PS (11,8 kW) | 3000 mm  |
| LG 6/16 PS | 1911–1913            | 4 Reihe  | 1592 cm³ | 16 PS (11,8 kW) | 2700 mm  |
| SG 9/22 PS | 1912–1914            | 4 Reihe  | 2262 cm³ | 22 PS (16,2 kW) | 2850 mm  |
| 10/23 PS   | 1912–1914            | 4 Reihe  | 2500 cm³ | 23 PS (16,9 kW) |          |
| 8/24 PS    | 1913–1914; 1919–1923 | 4 Reihe  | 2010 cm³ | 24 PS (17,6 kW) |          |
| 9/30 PS    | 1920–1923            | 4 Reihe  | 2262 cm³ | 30 PS (22 kW)   |          |